# Leptocuma obstipum
Leptocuma obstipum är en kräftdjursart som beskrevs av Hale 1944. Leptocuma obstipum ingår i släktet Leptocuma och familjen Bodotriidae. Inga underarter finns listade i Catalogue of Life.